# Pizzo dell'Alpe Gelato
Pizzo dell’Alpe Gelato – szczyt górski należący do Alp Lepontyńskich, położony na granicy Szwajcarii i Włoch.